# تیم شیفر
تیموتی شیفر (به انگلیسی: Timothy Schafer) (متولد ۲۶ ژوئیه ۱۹۶۷)، طراح آمریکایی بازی‌های‌های ویدئویی است. او پس از یک دهه حضور در شرکت LucasArts، در سال ۲۰۰۰، شرکت Double Fine Productions را بنیان نهاد.
او به عنوان یکی از تحسین‌برانگیزترین طراحان بازی ویدئویی، آثار زیر را در کارنامه دارد.
- Full Throttle
- Grim Fandango
- Psychonauts
- The Secret of Monkey Island
- Monkey Island 2: LeChuck's Revenge

او در صنعت گیم به خاطر نوع خاص داستان گویی و کمدی اش شناخته می‌شود.